# Ve jménu cti (film, 2023)
Ve jménu cti (Une affaire d'honneur; [ynafεʀ dɔnœʀ]) je francouzské historické drama herce a režiséra Vincenta Pereze; společně s manželkou Karine Sillou napsali scénář. Snímek, situovaný do Paříže roku 1887 (do doby Třetí Francouzské republiky, nedlouho po zrušení cenzury), tematizuje tehdy zakázané, leč běžně praktikované souboje – s kordy, pistolemi, či šavlemi na koních; světu jej představili na 57. ročníku MFF KV v červenci 2023; získal zde Diváckou cenu deníku Právo, mediálního partnera festivalu. Premiéra se uskuteční 27. prosince 2023.